# Eulophia hirschbergii
Eulophia hirschbergii är en orkidéart som beskrevs av Victor Samuel Summerhayes. Eulophia hirschbergii ingår i släktet Eulophia och familjen orkidéer. Inga underarter finns listade i Catalogue of Life.